# لوون مکرتچیان (پزشک)
لوون نیکیتی مکرتچیان (ارمنی: Լևոն Նիկիտի Մկրտչյան؛  زادهٔ ۸ مهٔ ۱۹۳۸) یک سرطان‌شناس و پزشک اهل ارمنستان است.

## زندگی‌نامه
در ۸ مهٔ ۱۹۳۸ در گاندزاک به دنیا آمد و از دانشگاه پزشکی دولتی ایروان (۱۹۶۱) فارغ‌التحصیل شد. وی همچنین برنده دانشمند شایسته جمهوری ارمنستان و دانشمند شایسته ارمنستان شوروی شده است.

## یادداشت
1. ↑  բժշկական գիտությունների դոկտոր